# Вильдальпен
Вильдальпен (нем. Wildalpen) — община в Австрии, в федеральной земле Штирия.
Входит в состав округа Лицен. Население составляет 479 на 1 янв. 2016 г. (578 на 31 дек. 2005 г.). Занимает площадь 203,08 км². Официальный код — 61 251.

## Политическая ситуация
Бургомистр коммуны — Карин Гулас (СДПА) по результатам выборов 2015 года.
Совет представителей общины (нем. Gemeinderat) состоит из 9 мест.
- Социал-демократы (СДПА) занимают 6 мест (6 в 2005 г.)
- Народники (АНП) занимают 3 места (3 в 2005 г.)